# Fabrice Piazzini
Fabrice Piazzini (né le 9 novembre 1965 à Sentier) est un ancien sauteur à ski suisse.

## Palmarès

### Jeux Olympiques
| Épreuve / Édition | Sarajevo 1984 | Calgary 1988 |
| Petit Tremplin    | 53e           | 17e          |
| Grand Tremplin    | 40e           | 43e          |
| Par Equipes       |               | 8e           |

### Championnats du monde
| Épreuve / Édition | Oberstdorf 1987 |
| Petit Tremplin    | 45e             |
| Grand Tremplin    | 23e             |

### Coupe du monde
- Meilleur classement final: 34e en 1987.
- Meilleur résultat: 7e.